# Lucky Luke (film 1991)
Lucky Luke è un film del 1991 diretto da Terence Hill e tratto dal film animato Lucky Luke (o Daisy Town) con qualche elemento preso da Il 20º cavalleria.
Nato come episodio pilota della omonima serie televisiva, di cui verranno prodotti otto episodi l'anno successivo, è una versione live action, con protagonista Terence Hill, basata sull'omonimo personaggio dei fumetti creato da Morris e René Goscinny.

## Trama
Fine del XIX secolo, Arizona. Nasce la pace tra bianchi e pellerossa e la vita scorre più o meno tranquilla nell'appena nata Daisy Town, ridente cittadina del Far West. Con una nuova città, ovviamente molti criminali sono attratti e il caos inizia a regnare a Daisy Town, finché non giunge Lucky Luke, il pistolero più veloce della sua stessa ombra e più fortunato del West, in compagnia del suo fedele cavallo saccente e filosofo Jolly Jumper, appoggiato dalla proprietaria del saloon, Lotta Leggs, sua vecchia fiamma per cui nutre ancora dei sentimenti.
Nel giro di poco, Luke ripulisce la città dai malfattori, ma le cose non sembrano andare benissimo per la città: con sempre meno criminalità, la vita inizia a diventare fiacca a Daisy Town e poche persone frequentano sempre più il saloon. Questo mortorio cessa quando in città arrivano i fratelli Joe, Jack, William e Averell Dalton, quattro fuorilegge acerrimi nemici di Lucky Luke, appena usciti di prigione con un'amnistia. Joe, per provocare Luke, si stabilisce a Daisy Town come normali cittadini, ma in segreto, lui e i suoi fratelli attaccano i pellegrini che entrano in città mascherati da pellirossa. Un giorno, però, i quattro sono colti in flagrante da una tribù Apache di Cane della Prateria, ma i quattro riescono a convincerli che dovrebbero prendere armi e scacciare i cittadini di Daisy Town, in quanto se non lo faranno, il progresso dell'uomo bianco spazzerà via le loro sacre terre. Alla stessa maniera, i fratelli convincono Daisy Town ad abbracciare il progresso per salvare l'economia della città, direttamente incolpando Lucky Luke di ostacolarlo.
Furibondo che la città penda dalle labbra di Joe, Lucky lascia la città, ma incappa in un powwow indiano in cui i capi tribù della zona hanno deciso di abbracciare la causa dei Dalton e di attaccare Daisy Town, nonostante Cane della Prateria non è sicuro nello spezzare il trattato di pace, accettando l'attacco solo perché in minoranza. Lucky torna subito in città ad avvertire la popolazione del piano dei Dalton e di prepararsi all'assedio. Tuttavia, Cane della Prateria rinuncia all'ultimo momento: il trattato di pace che hanno firmato non è stato violato da ambo le parti e la cavalleria è comunque arrivata a monitorare la situazione. L'assedio è sciolto. Resta ancora un problema: i Dalton sono ancora a piede libero, ma dopo aver vinto un duello, Lucky li rispedisce in prigione, incatramati e ricoperti di piume.
Mentre i cittadini di Daisy Town celebrano la vittoria sui Dalton, giunge la notizia che è stato trovato l'oro e tutti quanti, meno Lucky e Lotta, vengono presi dalla febbre dell'oro. Senza più gravi problemi e con la febbre dell'oro che porta più vita alla città, Lucky riprende il suo cammino, promettendo di tornare.

## Produzione
Prodotto dalla Paloma Films & Reteitalia, le riprese sono state effettuate a: Bonanza Creek Ranch e Santa Fe (Nuovo Messico), Zia Pueblo, Valles Caldera National Preserve, White Sands National Monument e La Junta (Colorado), Tucson (Arizona).

## Colonna sonora
La colonna sonora è stata composta da Aaron Schroeder e David Grover. I due temi principali sono:
- Lucky Luke rides again (sigla iniziale), composta e cantata da Roger Miller
- The lonesomest cowboy in the West, composta ed eseguita da Arlo Guthrie